# Фрасо Телезино
Фра̀со Телезѝно (на италиански: Frasso Telesino) е село и община в Южна Италия, провинция Беневенто, регион Кампания. Разположено е на 374 m надморска височина. Населението на общината е 2448 души (към 2010 г.).